# Sultana Khaya
Sultana Sidi Brahim Khaya (àrab: سلطانة خيا, Sulṭāna Ḫayā) és un activista sahrauí a favor dels drets humans i defensora del dret a l'autodeterminació i de la independència del Sàhara Occidental.

## Trajectòria
El febrer de 2021, el diplomàtic marroquí Omar Hilale, per mitjà d'una carta adreçada a l'ONU en nom del Regne del Marroc, va denunciar Sultana Khaya com a «partidària de la violència» i per utilitzar «els drets humans amb finalitats polítiques», al·legant que el Front Polisario va falsejar informes sobre enfrontament armats i violacions dels drets humans contra el poble sahrauí i acusant-lo d'incitació a la violència en col·laboració amb els mitjans estatals algerians.
Les autoritats marroquines han mantingut Khaya sota arrest domiciliari de facto des del novembre de 2020, i ha estat atacada en repetides ocasions, patint agressions sexuals i assalts a casa seva. El 15 de novembre de 2021, les forces de seguretat marroquines vestides de paisà van irrompre a casa de Khaya, la van violar i van agredir sexualment les seves germanes i la seva mare, tal com va informar Amnistia Internacional.